# Sertralin
Sertralín, pod zaščitenim imenom Zoloft in drugimi, je antidepresiv iz skupine selektivnih zaviralcev ponovnega privzema serotonina (SSRI). Učinkovitost sertralina v zdravljenju depresije je podobna kot pri drugih antidepresivih, razlike pa so zlasti v neželenih učinkih. Bolniki sertralin načeloma bolje prenašajo kot starejše triciklične antidepresive. Sertralin je učinkovit v zdravljenju panične motnje, socialne anksioznosti, generalizirane anksiozne motnje in obsesivno-kompulzivne motnje (OKM). Odobren je tudi za zdravljenje posttravmatske stresne motnje (PTSD), vendar je pri tem le zmerno učinkovit. Ublaži lahko tudi simptome predmenstrualne disforične motnje in se včasih uporablja za zdravljenje te motnje v subterapevtskih odmerkih ali v intermitentnem dajanju (v lutealni fazi).
Za sertralin so značilni enaki neželeni učinki in kontraindikacije kot za druge selektivne zaviralce ponovnega privzema serotonina. Pogosti neželeni učinki so driska, slabost, nespečnost in spolna disfunkcija, podatki pa kažejo, da ne povzroča znatnega pridobivanja telesne teže in da so njegovi učinki na kognitivne funkcije blagi. Podobno kot drugi antidepresivi je tudi sertralin v zdravljenju depresije pri bolnikih, starih do 25 let, povezan z blago povečanim tveganjem za pojav samomorilskih misli. Ne sme se uporabljati sočasno z zaviralci monoamin oksidaze (MAO), saj lahko pride do serotoninskega sindroma, ki je lahko tudi življenjsko ogrožajoč. Pri uporabi v nosečnosti je sertralin povezan z zvečanim tveganjem za pojav prirojenih srčnih napak pri plodu.
Sertralin so odkrili in razvili znanstveniki pri podjetju Pfizer. Za klinično uporabo so ga v Združenih državah Amerike odobrili leta 1991. Uvrščen je na seznam osnovnih zdravil Svetovne zdravstvene organizacije, ki zajema najpomembnejša zdravila, potrebna za zagotavljanje osnovne zdravstvene oskrbe. Na voljo so že generična zdravila.

## Klinična uporaba
Sertralin je odobren za zdravljenje velike depresivne motnje, panične motnje, socialne anksioznosti, obsesivno-kompulzivne motnje, posttravmatske stresne motnje in predmenstrualne disforične motnje. Odobren je tudi za uporabo pri otrocih z obsesivno-kompulzivno motnjo.

### Depresija
Učinkovitost sertralina v zdravljenju depresije je izkazana v več nadzorovanih kliničnih preskušanjih. Antidepresivna učinkovitost je izpričana tudi v rutinski klinični praksi. Neprekinjeno zdravljenje s sertralinom preprečuje relapse trenutno prisotne depresivne epizode ter pojav novih epizod v prihodnosti.
Več dvojno slepih kliničnih preskušanj je pokazalo, da je sertralin učinkovitejši od placeba tudi pri zdravljenju kronične depresije; njegova učinkovitost je primerljiva z imipraminom. Pri zdravljenju kronične depresije je učinkovitejši kot le psihoterapija.
Omejeni podatki kažejo tudi na učinkovitost pri zdravljenju depresije pri otrocih in za to indikacijo je sertralin po priporočilih zdravilo drugega reda; zdravilo izbora je fluoksetin.

#### Primerjava z drugimi antidepresivi
Na splošno je glede učinkovitosti sertralin primerljiv z drugimi antidepresivi. V metaanalizi dvanajstih antidepresivov nove generacije so ugotovili, da sta sertralin in escitalopram najboljša glede učinkovitosti in prenašanja pri zdravljenju odraslih bolnikov z depresijo v akutni fazi. Primerjalna klinična preskušanja so v zdravljenju depresije pokazala primerljivo učinkovitost sertralina in moklobemida, nefazodona, escitaloprama, bupropiona, citaloprama, fluvoksamina, paroksetina, venlafaksina in mirtazapina. Sertralin naj bi bil v zdravljenju depresije v akutni fazi (v prvih štirih tednih) učinkovitejši kot fluoksetin.
Med sertralinom in nekaterimi drugimi antidepresivi obstajajo razlike glede učinkovitosti pri zdravljenju določenih podtipov depresije in glede profila neželenih učinkov. V zdravljenju hude depresije je sertralin enako učinkovit kot klomipramin, vendar bolniki sertralin bolje prenašajo. V zdravljenju melanholične depresije je po podatkih sertralin učinkovitejši od fluoksetina, paroksetina in mianserina ter primerljivo učinkovit kot triciklični antidepresivi, kot sta amitriptilin in klomipramin. V zdravljenju depresije, ki jo spremlja OKM, je sertralin učinkovitejši od dezipramina glede izhodov obeh motenj. Sertralin je v zdravljenju depresije, ki jo spremlja panična motnja, enako učinkovit kot imipramin, vendar bolniki sertralin bolje prenašajo. V primerjavi z amitriptilinom sertralin dosega večje izboljšanje kakovosti življenja pri bolnikih z depresijo.

## Neželeni učinki
Neželeni učinki, ki se najpogosteje pojavljajo med uporabo sertralina in se njihova pojavnost najbolj razlikuje od placeba, so slabost, nezmožnost ejakulacije, nespečnost, driska, suha usta, somnolentnost, omotica, tresavost, glavobol, prekomerno znojenje, utrujenost, sindrom nemirnih nog in zmanjšana spolna sla. Neželeni učinki, zaradi katerih bolniki najpogosteje prekinejo zdravljenje s sertralinom, so slabost, driska in nespečnost. V primerjavi z drugimi SSRI se pri sertralinu driska pojavlja pogosteje, zlasti ob uporabi visokih odmerkov.
Pri uporabi več kot šest mesecev sertralin ni pokazal učinka na znatno povečanje telesne teže. Tudi pri bolnikih z obsesivno-kompulzivno motnjo, ki so sertralin uporabljali 30 mesecev, niso opazili statistično značilnega povečanja telesne teže. Razlike niso bile statistično značilne, vendar so bila povprečna povečanja telesne teže manjša pri uporabi fluoksetina (1 %), večja pa pri citalopramu, fluvoksaminu in paroksetinu (2,5 %). V skupini, ki je prejemala sertralin, je 4,5 % bolnikov znatno pridobilo telesno težo (opredeljeno kot več kot 7 % izhodiščne teže). Rezultat je bil ugodnejši kot pri placebu, kjer je glede na podatke iz literature 3–6 % bolnikov pridobilo več kot 7 % izhodiščne telesne teže. Znatno pridobitev telesne teže so opazili v skupini s sertralinom, vendar klinična relevantnost tega izsledka zaradi majhnega vzorca ni jasna.
Dvotedenska uporaba sertralina pri zdravih prostovoljcih je pokazala blago izboljšanje tekočnosti govora, sertralin pa ni vplival na učenje novih besed, kratkoročni spomin, pozornost, reakcijski čas odločanja, spominski razpon in psihomotorično koordinacijo. V raziskavi, v kateri so bolniki z depresijo prejemali sertralin eno leto in pol, so bolniki poročali o subjektivni zmanjšani kognitivni sposobnosti, vendar v raziskavi niso zaznali klinično pomembnih razlik s kontrolno skupino zdravih posameznikov. Pri otrocih in mladostnikih, ki so šest tednov prejemali sertralin zaradi anksioznih motenj, ni prišlo do sprememb v spominu in pozornosti. Sertralin ima svojstven učinek na dopaminergični sistem, kar bi lahko vplivalo na zaznavanje in pozornost, kot kažejo nekateri podatki.
Nenadna prekinitev zdravljenja s sertralinom lahko izzove odtegnitveni sindrom. Pogosti simptomi odtegnitve so omotica, nespečnost, tesnobnost, vznemirjenost in razdražljivost. Običajno nastopi v nekaj dneh po prekinitvi zdravljenja in lahko traja več tednov. Odtegnitveni simptomi pri prekinitvi zdravljenja s sertralinom so redkejši in manj izraženi kot pri paroksetinu, vendar pogostejši in izrazitejši kot pri fluoksetinu. V večini primerov so simptomi blagi, kratkotrajni in izzvenijo brez zdravljenja. Pri hujši simptomatiki običajno pomaga začasna ponovna uvedba setralina s postopnim zmanjševanjem odmerkov.
Sertralin in drugi SSRI so lahko povezani z bruksizmom (nehotno škrtanje z zobmi med spanjem) in motnjami gibanja. Sertralin je lahko povezan tudi s pojavom mikroskopskega kolitisa, redke oblike vnetja debelega črevesa z nepojasnjeno etiologijo.

### Spolnost
Kot drugi SSRI lahko tudi sertralin povzroča neželene učinke, povezane s spolnostjo, vključno z motnjo spolnega vzburjenja, erektilno disfunkcijo in oteženim doseganjem orgazma. Podatki kažejo, da med zdravljenjem s sertralinom večji delež moških doživlja težave z ejakulacijo (67 %) kot pred zdravljenjem s tem zdravilom (18 %). Nefazodon in bupropion ne izražata tovrstnih neželenih učinkov. Motnja spolnega vzburjenja, ki je pri ženskah opredeljena kot nedovoljšnja navlažitev in nabreknjenje tkiva nožnice in težave z erekcijo pri moških, se je pojavljala pri 12 % bolnikov, ki so prejemali sertralin, in pri 1 % tistih, ki so prejemali placebo. Izboljšanje razpoloženja zaradi zdravljenja s sertralinom je pri določenem deležu bolnikov odtehtalo te neželene učinke, tako da sta spolna želja in zadovoljstvo s spolnostjo v povprečju ostala pri bolnikih na isti ravni kot pred jemanjem sertralina. V skupini s placebom sta se spolna želja in zadovoljstvo s spolnostjo nekoliko povečala. Pri nekaterih osebah neželeni učinki na spolnost vztrajajo tudi po prekinitvi zdravljenja s SSRI.

### Samomorilnost
Dve neodvisni skupini strokovnjakov pri ameriškem Uradu za prehrano in zdravila (FDA) sta izvedli statistični analizi antidepresivov, vključno s sertralinom, in ugotovili 100-odstotno povečanje pojava samomorilskih misli in samomorilskega vedenja pri otrocih in mladostnikih ter 50-odstotno povečanje pri mladih odraslih, starih od 18 do 24 let. Posledično morajo biti v Združenih državah Amerike vsi antidepresivi označeni z opozorilom o povečanem tveganju za samomorilnost pri osebah, mlajših od 25 let.
O samomorilnih mislih in samomorilnem vedenju so v kliničnih preskušanjih poročali redko. V omenjenih analizah so pri FDA združili izide 295 preskušanj za 11 antidepresivov v zdravljenju psihiatričnih indikacij, z namenom pridobitve statistično značilnih rezultatov. V posameznih preskušanjih je sertralin pri odraslih zmanjšal tveganje za samomorilno vedenje za 37 % ali 50%, odvisno od uporabljene statistične metode; pri tem je bil vpliv mejno statistično značilen. Avtorji analiz pri FDA so zaključili, da je lahko razlika naključna zaradi velikega števila opravljenih primerjav. Popolnejši podatki, ki jih je kasneje zagotovilo podjetje Pfizer, so pokazali, da lahko sertralin poveča pojavnost samomorilnega vedenja. Podobno je analiza britanskega regulatornega organa MHRA pokazala 50-% povečanje tveganja za s samomorilnostjo povezane dogodke pri bolnikih, ki so prejemali sertralin, v primerjavi z bolniki ja placebu, vendar podatki niso pokazali statistične značilnosti.

### Varnost med nosečnostjo in dojenjem
Izpostavljenost dojenih otrok sertralinu preko materinega mleka, če mati med dojenjem uporablja sertralin, je majhna, zato je sertralin priporočen kot antidepresiv izbora za zdravljenje doječih mater. Pri uporabi med nosečnostjo so poročali o 29–42-% povečanju pojavnosti prirojenih srčnih napak pri otroku, pri uporabi v prvem trimesečju nosečnosti pa o 2,7-kratnem povečanju pojavnosti okvar srčnega pretina.

## Mehanizem delovanja
| Mesto delovanja | Ki (nM)   | Živaslka vrsta | Reference            |
| --- | --------- | -------------- | -------------------- |
| SERT | 0,15–3,3  | človek         | [ 61 ] [ 62 ] [ 63 ] |
| NET | 420–925   | človek         | [ 61 ] [ 62 ] [ 63 ] |
| DAT | 22–315    | človek         | [ 61 ] [ 62 ] [ 63 ] |
| 5-HT1A | >35.000   | človek         | [ 64 ]               |
| 5-HT2A | 2.207     | podgana        | [ 63 ]               |
| 5-HT2C | 2.298     | prašič         | [ 63 ]               |
| α1A | 1900      | človek         | [ 65 ]               |
| α1B | 3.500     | človek         | [ 65 ]               |
| α1D | 2.500     | človek         | [ 65 ]               |
| α2 | 477–4.100 | človek         | [ 62 ] [ 64 ]        |
| D2 | 10.700    | človek         | [ 64 ]               |
| H1 | 24.000    | človek         | [ 64 ]               |
| mACh | 427–2.100 | človek         | [ 63 ] [ 64 ] [ 66 ] |
| σ1 | 32–57     | podgana        | [ 67 ] [ 68 ]        |
| σ2 | 5.297     | podgana        | [ 68 ]               |
| Vrednosti se nanašajo na Ki (nM), razen če je drugače opredeljeno. Manjša je vrednost, močneje se sertralin veže na vezavno mesto oziroma molekulo močneje zavira. |           |                |                      |

Sertralin je selektivni zaviralec ponovnega privzema serotonina (SSRI). Z vezavo na serotoninski prenašalec (SERT) zavira ponovni privzem serotonina v živčne celice in tako poveča serotonergično aktivnost v osrednjem živčevju. Čez čas to povzroči navzdolno regulacijo izražanja presinaptičnih receptorjev 5-HT1A (kar je povezano z boljšim prenašanjem pasivnega stresa) in zapoznelo povečano izražanje možganskega nevrotrofičnega dejavnika (BDNF). Sertralin ne deluje znatno na noradrenalinski prenašalec (NET) ter serotoninske, dopaminske, adrenergične, histaminske, acetilholinske, gabaergične ali benzodiazepinske receptorje.
Sertralin izraža tudi relativno visoko afiniteto do inhibitorne vezave na dopaminski prenašalec (DAT) ter antagonistične vezave na receptorje σ1 (ne pa tudi na σ2 receptor). Vendar pa je afiniteta sertralina za vezavo na glavno molekulsko tarčo, serotoninski prenašalec, veliko večja kot afiniteta za vezavo na receptor σ1 dopaminski prenašalec. Vezava na receptor σ1 bi lahko bila sicer pomembna v farmakologiji sertralina, vendar to delovanje ni pojasnjeno. Nepojasnjen je tudi klinični pomen inhibitorne vezave sertralina na dopaminski receptor.